# سیارک ۱۱۶۹۶
سیارک ۱۱۶۹۶ (به انگلیسی: 11696 Capen، نامگذاری:1998FD74) یازده هزار و ششصد و نود و ششمین سیارک کشف شده‌است که در ۲۲ مارس ۱۹۹۸ کشف شد.
قدر مطلق سیارک برابر ۱۴٫۷۰ است.